# Storstentjärnen (Lycksele socken, Lappland)
Storstentjärnen är en sjö i Lycksele kommun i Lappland och ingår i Umeälvens huvudavrinningsområde.